# Sergei Shipov
Sergei Shipov (nacido el 17 de abril de 1966, en Rusia) es un Gran Maestro Internacional de ajedrez ruso.
Con un Elo, en enero de 2007, en la lista de la FIDE de 2591, número 163 del mundo, y el número 35 de los jugadores de Rusia,es también conocido por sus comentario de torneo,donde destaca sus altas cualidades de comunicación,trabaja actualmente en páginas de ajedrez en Internet,como www.crestbook.com y antes en www.chesspro.ru y www.kasparovchess.com.
Sergei Shipov ganó II Torneo de Ajedrez por Internet "Ciudad de Dos Hermanas" por Internet, jugado en Internet Chess Club (ICC), del 30 de marzo al 7 de abril de 2001.Venció en la final al también GM ruso Alexander Rustemov.